# Космічний мікрорайон
Космíчний мікрорайóн — житловий масив в центрі Комунарського району міста Запоріжжя, в якому розташовані районна адміністрація Запорізької міської ради (вул. Чумаченка, 32), районний суд за (вул. Європейська, 7), районний відділ Управління Пенсійного фонду України (вул. Чумаченка, 13-А), пожежна частина СДПЧ-15 Комунарського району (вул. Парамонова, 19) та інші державні органи. Населення мікрорайону — 85 651 осіб

## Історія
До заселення цього району на цій місцевості згадується Могила Кабаєва..

## Розташування
Мікрорайон розташований у південно-східній частині міста Запоріжжя. Спочатку мікрорайон був обмежений на півночі і заході вулицями Космічною та Олександра Говорухи відповідно і складався з кварталів з номерами від одного до восьми (наразі нумерація кварталів в побуті не використовується). До складу мікрорайону входять багатоповерхові будинки, а по непарній стороні вулиці Космічної до вулиці Балка Попівка, а умовна південна межа пролягає вулицями Олімпійська, Керченська та Чкалова. Забудова утворена цегляними і панельними будинками висотою у 5- та 9-ти  поверхівками і цегляними — заввишки у 10 і 14 поверхів. У побуті житловий масив має назву «Космос».

## Вулиці мікрорайону
На території мікрорайону налічується 10 вулиць та один провулок, загальною протяжністю близько 12,5 км:
1. Європейська — перейменована 19 лютого 2016 року постановою Запорізької міської ради. Раніше мала назву Малиновського[4], на честь Родіона Яковича Малиновського (1898—1967), якому встановлено меморіальну дошку на будинку по вул. Європейська, 4. Назву було надано рішенням Запорізького виконкому міськради ділянці дороги від вулиці Північно-Кільцевої, до балки Сухої 6 червня 1968 року[5].
2. Закарпатського Легіону — названа на честь військовослужбовців 128-ма окремої гірсько-штурмової бригади, які боронять суверенітет і територіальну цілісність від російських окупантів на території Запорізької області[6]. З 6 червня 1968 по 29 вересня 2023 роки мала назву на честь космонавта Володимира Михайловича Комарова, назву було надано рішенням Запорізького виконкому міської ради ділянці дороги від вулиці Парамонова до балки Сухої[7].
3. Космічна — названа 1 вересня 1960 року. Раніше була частиною Оріхівського шосе, назву було надано рішенням Запорізького виконкому міськради в рамках найменування вулиць селища Мирного: «Вулицю, яка проходе паралельно вул. Радіо назвати вул. Космічна»[7].
4. Магара — перейменована не пізніше 14 січня 1966 року[8] року на честь Володимира Герасимовича Магара (1900—1965). Раніше мала назву Північно-Західна.
5. Олександра Говорухи[9][10] — перейменована 19 травня 2016 року постановою голови ЗОДА на честь молодшого сержанта[11] 55-ї окремої артилерійської бригади Олександра Миколайовича Говорухи (1994—2015)[12], старшого навідника арторудія[13], який загинув від поранення отриманого при обстрілі позицій українських військових російськими окупантами та найманцями під Дебальцевим 14 лютого 2015 року. На честь Олександра Говорухи встановлена меморіальна дошка на будівлі школи № 110. Вулиця раніше мала назву Радгоспна, яку отримала не пізніше 31 жовтня 1958 року.
6. Олімпійська — названа рішенням Запорізького виконкому міськради, надано назву ділянці дороги від вулиці Комарова до стадіону вздовж балки Сухої 6 червня 1968 року[14].
7. Охайний — провулок перейменовано 19 травня 2016 року постановою голови ЗОДА. Раніше мав назву Радгоспний, яку отримав згідно рішення Запорізького виконкому міськради 31 жовтня 1958 року: «Провулкові, який проходить від вул. Радгоспної паралельно Оріхівському шосе, дати назву пров. Радгоспний».
8. Парамонова — названа 7 вересня 1967 року на честь Костянтина Юхимовича Парамонова (1908—1943), гвардії лейтенанта, Героя Радянського Союзу, який загинув при визволенні Запоріжжя, йому встановлено меморіальну дошку на будинку по вул. Парамонова, 1. Раніше була частиною вулиці Північнокільцева. Назву було надано рішенням Запорізького виконкому міськради: «Ділянку вул. Північнокільцева, яка пролягає від вул. Магара до південно-східної околиці мікрорайону № 7, перейменувати на вул. К. Е. Парамонова»[15].
9. Північнокільцева — названа імовірно при заснуванні житлового масиву, також зустрічається написання Північно-Кільцева;
10. Ситова — перейменована не пізніше 1983 року на честь Івана Микитовича Ситова (1916—1943), льотчика, Героя Радянського Союзу, який загинув при визволенні Запоріжжя, якому встановлено меморіальну дошку на будинку по вул. Космічній, 114 / Ситова, 1. Раніше мала назву Бульварна[16].
11. Чумаченка — перейменована не пізніше 1986 року на честь Віктора Івановича Чумаченка (1924—1944), молодшого лейтенанта, Героя Радянського Союзу, учасника радянського відвоювання Запоріжжя, йому встановлено меморіальну дошку на будинку на вул. Чумаченка, 1 / вул. Космічній, 124. Раніше мала назву Північна[17].

## Громадський транспорт
На мікрорайон можливо дістатися тролейбусами № 8 і 14, автобусами та маршрутними таксі № 5, 5А, 9, 20, 35, 40, 40А, 46, 59, 63, 63А, 76, 80, 85, 94. Перша тролейбусна лінія  вулицею Космічною була відкрита у 1960-х роках. Друга лінія відкрита у 1981 році — вулицями Радгоспна (нині  — Олександра Говорухи), Парамонова, Закарпатського Легіону (колишня — Комарова) та Чумаченка. Тривалий час планується сполучити Космічний мікрорайон тролейбусною лінією через вулицю Олександра Говорухи з Південним житловим масивом. На північно-східній околиці мікрорайону розташований тролейбусний парк № 2, який відкритий 17 червня 1971 року і був розрахований на 120 машин. Наразі використовується як автобусний парк № 2 КП «Запоріжелектротранс». Наприкінці листопада 2022 року, з метою оптимізації, лінійний тролейбусний рухомий склад передислокований на територію тролейбусного парка № 1, відбулося скорочення персоналу парку.

## Заклади освіти
На території мікрорайону розташовані 9 навчальних дитячих дошкільних закладів та 8 загальноосвітніх середніх шкіл:
- гімназія № 6 (вул. Олімпійська, 2);
- спеціалізована школа з поглибленим вивченням іноземних мов. Раніше навчально-виховний комплекс безперервної освіти № 7 (вул. Північнокільцева, 21);
- гімназія № 8 (вул. Європейська, 14-А);
- навчально-виховний комплекс № 23 (вул. Парамонова, 6А);
- загальноосвітня школа I—III ступенів № 38 ім. Героїв космосу (вул. Парамонова, 7-А);
- загальноосвітня школа I—III ступенів № 80 (вул. Магара, 5А), біля останньої розташований плавальний басейн «Байкал» (вул. Північнокільцева, 9-Б) та занедбаний спорткомплекс «Олімпієць» зі стадіоном;
- загальноосвітня школа I—III ступенів № 84 (вул. Північнокільцева, 16-А);
- загальноосвітня школа I—III ступенів № 90 (вул. Чумаченка, 13-Б);
- дитяча музична школа № 8 (вул. Парамонова, 13-А).

Діють дитячі бібліотеки та бібліотека для дорослих:
- бібліотека для дорослих № 18 імені В. Комарова (вул. Ситова, 6);
- дитяча бібліотека № 6 ім. Ю. Гагаріна (вул. Закарпатського легіону, 9);
- дитяча бібліотека № 13 (вул. Олімпійська, 8).

На території мікрорайону також розташовані:
- Запорізький інститут ім. гетьмана Петра Сагайдачного (вул. Закарпатського Легіону, 2);
- Приватний вищий навчальний заклад «Запорізький комерційний технікум», колишній Кооперативний технікум, (вул. Парамонова, 15);
- Запорізький професійний ліцей сервісу (вул. Космічна, 131).

## Зв'язок
У мікрорайоні розташоване відділення «Укртелекому» № 50 (вул. Космічна, 87), 4 поштових відділення «Укрпошти» — № 33, 50, 59 та 104;  4 поштових відділення "Нової пошти" (№ 19, 26, 51, 57)

## Торгівля
Торгівля забезпечується супермаркетами торгових мереж АТБ, Сільпо, Varus, Економ-плюс, Апельмон, двома ринками — Космічним по вул. Європейська, 5, переважно продуктовим та Олександрівським (колишнім—  Троїцьким, вул. Європейська, 7), переважно речовим і промтоварним, багатьма дрібними продуктовими магазинами, кіосками. Є декілька меблевих магазинів, автосалонів.
Діють дрібні філії банків «Ощадбанк», «ПриватБанк», «Укрсиббанк», «Укрсоцбанк», фінансова організація «ЗапоріжЗв'язокСервіс».

## Культура і відпочинок
У центрі мікрорайону розташований парк імені Ю. О. Гагаріна на його території побудовані декілька розважальних закладів і супермаркет «Varus». 18 жовтня 2024 року на сайті Запорізької міської ради оприлюднено Проєкт рішення від «Про перейменування парку імені Ю. О. Гагаріна на парк Міст-побратимів у Комунарському районі міста Запоріжжя».
В парку, навпроти районного РАГСу, спільними зусиллями районної адміністрації та приватних підприємців облаштована «Алея закоханих». Окрасою алеї є «Космічні собаки» — арка поцілунків, яка являє собою скульптуру собак, що цілуються. Скульптура створена силами запорізького художника В. Гулича.
При в'їзді до мікрорайону з центру міста розташований напівзруйнований кінотеатр «Космос» (вул. Космічна, 79-А). На території мікрорайону функціонує доросла районна бібліотека № 18 ім. В. М. Комарова (вул. Ситова, 6).
24 серпня 1991 року під час святкування Дня незалежності України на в'їзді до мікрорайону з боку Оріхівського шосе на вулиці Космічній був відкритий пам'ятний знак «Запоріжжя», який прикрашений гербом та прапором Запоріжжя.

## Заклади охорони здоров'я
На території мікрорайону розташовані:
- КНП «Міська поліклініка ім. 8 Березня», в будівлі колишнього пологового будинку № 7 (вул. Чумаченка, 21);
- «НОВА лікарня» — багатопрофільна лікарня, колишня Центральна лікарня Комунарського району (вул. Чумаченка, 49/10);
- КНП «Міська лікарня № 1» (вул. Чумаченка, 21-А);
- КНП «Міська дитяча лікарня № 1» (вул. Закарпатського Легіону, 12);
- КНП «Міська стоматологічна поліклініка № 7» (вул. Чумаченка, 40/8.

У Космічному мікрорайоні діє декілька приватних стоматологічних клінік та мережа аптек. Дитячу поліклініку перенесено за межі мікрорайону, у будівлю колишньої поліклініки ім. 8 Березня (вул. Культурна, 123).